# Љубавна замка
Љубавна замка (енгл. Love Hard) америчка је романтична комедија из 2021. Режију потписује Ернан Хименез, по сценарију Денија Макија и Ребеке Јуинг. Главне улоге тумаче Нина Добрев, Џими О. Јанг и Дарен Барнет, Радња говори о младој жени која за Божић путује у родни град своје онлајн-симпатије, али открива да је насамарена.
Филм је произвео Wonderland Sound and Vision, а сниман је од октобра до новембра 2020. у Ванкуверу. Филм је 5. новембра 2021. приказао Netflix.

## Радња
Пронашавши савршеног дечка путем апликације за састанке и прелетевши 5000 km да би га изненадила, новинарка из Лос Анђелеса открије да је кетфишована.

## Улоге
| Глумац         | Улога        |
| -------------- | ------------ |
| Нина Добрев    | Натали Бауер |
| Џими О. Јанг   | Џош Лин      |
| Дарен Барнет   | Таг          |
| Хари Шам Млађи | Овен Лин     |
| Џејмс Саито    | Боб Лин      |
| Микаела Хувер  | Челси        |
| Хедер Макман   | Кери         |
| Локлин Манро   | Рекс         |
| Ребека Стаб    | Барб Лин     |
| Такајо Фишер   | Џун Лин      |